# سيكورسكي إس-333
سيكورسكي إس-333 (بالإنجليزية: Sikorsky S-333)‏ هي مروحية أنتجت في الولايات المتحدة. من صناعة سيكورسكي للطائرات. كان أول طيران لها في يونيو 14, 1988. دخلت الخدمة في 1992، ومازالت في الخدمة حتى الآن.

## المشغلين
السعودية
- القوات البرية الملكية السعودية[1][2]

 جمهورية الدومينيكان
- سلاح جو الدومينيكان[3][4]